# پسامپاتور
پسامپاتور (انگلیسی: Pesampator) یک تعدیل‌کننده آلوستریک مثبت (PAM) گیرنده AMPA (AMPAR) و یک گیرنده گلوتامات یونوتروپیک است برای درمان علائم شناختی در اسکیزوفرنی در دست توسعه است.